# 辛戈利
辛戈利（Singoli），是印度中央邦尼默杰县的一个城镇。总人口8307（2001年）。

## 人口
该地2001年总人口8307人，其中男性4260人，女性4047人；0—6岁人口1267人，其中男691人，女576人；识字率64.85%，其中男性为76.01%，女性为53.10%。